# Temoe
Temoe é uma das ilhas do arquipélago de Tuamotu-Gambier, pertencente ao Taiti.